# Auratonota aenigmatica
Auratonota aenigmatica är en fjärilsart som beskrevs av Edward Meyrick 1911. Auratonota aenigmatica ingår i släktet Auratonota och familjen vecklare. Inga underarter finns listade i Catalogue of Life.